# ASEC Mimosas
ASEC Mimosas, voluit Académie Sportive des Employés de Commerce (ASEC) Mimosas, is een Ivoriaanse voetbalclub in Abidjan. De club is de succesvolste club in Ivoorkust met 25 landstitels en winst in de CAF Champions League in 1998.
De club is tevens geroemd om zijn jeugdopleiding, waar wereldtoppers zoals Yaya Touré, Kolo Touré, Salomon Kalou, Didier Zokora en Emmanuel Eboué in hun jeugd allemaal de revue passeerden. ASEC Mimomas werd opgericht in 1948.

## Geschiedenis
ASEC Mimomas werd opgericht in 1948 door een groep zakenmensen uit West-Afrika, Libanon en Frankrijk. In de eerste jaren participeerde het in het kampioenschap van Abidjan en het was toen al de grootste rivaal van stadsgenoot Africa Sports National. De eerste professionele coach was de Fransman Guy Fabre.
Na de onafhankelijkheid van Ivoorkust in 1960, won ASEC in 1963 zijn eerste titel in de nieuwe Première Division, vanaf dan nationale voetbalcompetitie van het land. Het begin van de jaren 70 werd volledig gedomineerd door de club, het werd landskampioen in 1970, 1972, 1973, 1974 en 1975. In de daaropvolgende jaren was het rivaal Africa Sports die de competitie domineerde, ASEC won pas opnieuw een titel in 1980. Daarna was het weer 10 jaar wachten op een titel, maar de jaren 90 waren weer een goede tijd voor ASEC. Het won 8 titels in dat decennium. Ondertussen was Jean-Marc Guillou directeur en manager geworden bij de topclub. Ze richtten de later befaamde Académie MimoSifcom op en in de eerste weken na zijn aanstelling werden er duizenden kinderen geronseld en getest.
Dit had effect want het won de CAF Champions League in 1998. Barry Boubacar Copa, Kolo Touré, Didier Zokora, Gilles Yapi Yapo en Aruna Dindane maakten als youngsters van 17 à 18 jaar allemaal deel uit van het succesvol team.
De jeugdacademie van ASEC Mimosas wordt gezien als een van de kroonjuwelen van het Afrikaans voetbal. De Academy MimoSifcom werd in 1993 opgericht door Roger Ouégnin en Jean-Marc Guillou en sindsdien leverde de geroemde jeugdopleiding al veel internationale sterren af. Naast het voetbal heeft het ook een maatschappelijk doel, want het voetbal wordt gecombineerd met onderwijs. De studenten leven de hele week in slaapzalen en trainen 2 keer per dag. Wedstrijd worden gespeeld op zaterdag. Beide oprichters kregen al vlot ruzie over geld. Guillou werd manager van het Belgische KSK Beveren en nam veel spelers mee van de Académie. Toppers als Yaya Touré, Arthur Boka, Emmanuel Eboué, Gervinho en Romaric hebben er allen in die tijd gespeeld. Op de achtergrond zou Arsenal FC een grote rol hebben. Toen Guillou en Beveren uit elkaar gingen, bonden ASEC en Guillou zich aan Charlton Athletic.
Hierna ging het ook met ASEC Mimosas minder. Na de titel in 2010 wist de club geen toppositie meer te behalen en kampte ook met financiële problemen. Ouégnin hield de club overeind en Bakari Koné nam de rol van Guillou in. Onder leiding van de Burkinees Aristide Bancé behaalde ASEC Mimosas in 2017 de 25e landstitel.

## Wereld Record
ASEC Mimosas houd het wereldrecord in handen voor de meeste ongeslagen competitie en bekerwedstrijden op rij (108 wedstrijden op rij). Deze serie werd ingezet van 1989 tot 1994, toen deze eindigde door te verliezen tegen SO Armee. Deze serie had 4 wedstrijden meer, dan die van de vorige record houder FCSB.

## Samenwerkingsverbanden
ASEC Mimomas is/was verbonden met de volgende clubs:
- Charlton Athletic
- KSK Beveren
- Feyenoord Fetteh
- Al Ain FC

## Erelijst
Nationaal
- Côte d'Ivoire Premier Division (26x)

1963, 1970, 1972, 1973, 1974, 1975, 1980, 1990, 1991, 1992, 1993, 1994, 1995, 1997, 1998, 2000, 2001, 2002, 2003, 2004, 2005, 2006, 2009, 2010, 2017, 2018
- Coupe de Côte d'Ivoire (19x)

1962, 1967, 1968, 1969, 1970, 1972, 1973, 1983, 1990, 1995, 1997, 1999, 2003, 2005, 2007, 2008, 2011, 2013, 2014, 2018
- Coupe Houphouët-Boigny (14x)

1975, 1980, 1983, 1990, 1994, 1995, 1997, 1998, 1999, 2004, 2006, 2007, 2008, 2009
Continentaal
- CAF Champions League (1x)

1998
- CAF Super Cup (1x)

1999
- West African Club Championship (UFOA Cup) (1x)

1990

## Bekende (ex-)spelers

### Ivorianen
- Arthur Boka
- Amaré Diané
- Aruna Dindane
- Emmanuel Eboué
- Alain Gouaméné
- Bonaventure Kalou
- Salomon Kalou
- Lucien Kassi-Kouadio
- Bakari Koné
- Abdoulaye Méïté
- Laurent Pokou
- Gadji-Celi Saint-Joseph
- Donald-Olivier Sié
- Siaka Tiéné
- Ibrahim Touré
- Kolo Touré
- Yaya Touré
- Abdoulaye Traoré
- Didier Ya Konan
- Gilles Yapi Yapo
- Didier Zokora
- Mangué Cissé
- Jean Keïta
- Yobouët Konan
- Eustache Manglé
- Youssouf Falikou Fofana
- Arsène Hobou
- Mamadou Zaré
- Sam Abouo
- Ghislain Akassou
- Ben Badi
- Aliou Siby Badra
- Alain James Bede
- Lassina Dao
- Tchiressoua Guel
- Losseni Konaté
- Basile Aka Kouamé
- Blaise Kouassi
- Vincent Angban
- Gohi Bi Cyriac
- Sekou Cissé
- Barry Boubacar Copa
- Kafoumba Coulibaly
- Abdoulaye Djire
- Seydou Doumbia
- Emmanuel Koné
- Igor Lolo
- Marco Né
- Seydou Badjan Kanté
- Alain Koudou

### Buitenlanders
- Thierry Etouayo
- Khaled Adénon
- Mamadou Zongo
- Mohamed Kaboré
- Amara Ouattara

## Voorzitters en trainers

### Voorzitters
| Naam                 | Nationaliteit | Periode   |
| -------------------- | ------------- | --------- |
| Joseph Kouamelan     | Ivoorkust     | 1948-1950 |
| Tronnou Seho         | Ivoorkust     | 1950-1951 |
| Lucien Dogbo         | Ivoorkust     | 1951-1953 |
| François Logon       | Ivoorkust     | 1953-1954 |
| Louis Boah           | Ivoorkust     | 1954-1956 |
| François Ouégnin     | Ivoorkust     | 1958-1960 |
| Blé Kouadio M'Bahia  | Ivoorkust     | 1960-1964 |
| Kata François Kamano | Ivoorkust     | 1964-1968 |
| Mamadou Kouyaté      | Ivoorkust     | 1968-1970 |
| Lanzéni Coulibaly    | Ivoorkust     | 1970-1975 |
| Emile Dervain        | Ivoorkust     | 1975-1977 |
| Bogui Bégnana        | Ivoorkust     | 1977-1979 |
| Mamadou Touré        | Ivoorkust     | 1979-1980 |
| Victor Ekra          | Ivoorkust     | 1980-1981 |
| Claude Andoh         | Ivoorkust     | 1981-1983 |
| Mamadou Touré        | Ivoorkust     | 1983-1987 |
| Kangah Michel Ahoua  | Ivoorkust     | 1987-1989 |
| Roger Ouégnin        | Ivoorkust     | 1989-...  |

### Trainers
| Naam                      | Nationaliteit | Periode   |
| ------------------------- | ------------- | --------- |
| Tronnou Seho              | Ivoorkust     | 1947-1950 |
| Domingo Koffi             | Ivoorkust     | 1950-1953 |
| Guy Fabre                 | Frankrijk     | 1954-1959 |
| Bakary Touré              | Ivoorkust     | 1960-1962 |
| Faustin Koffi             | Ivoorkust     | 1962-1965 |
| Ignace Wognin             | Ivoorkust     | 1966-1969 |
| André Sokoury             | Ivoorkust     | 1969-1970 |
| Gérard Gabo               | Ivoorkust     | 1970-1971 |
| Orlando                   | Ivoorkust     | 1971-1972 |
| Jean-Baptiste Anzian      | Ivoorkust     | 1972-1975 |
| Yobouët Konan             | Ivoorkust     | 1975-1976 |
| Ignace Wognin             | Ivoorkust     | 1976-1978 |
| Bernard Vinc              | Ivoorkust     | 1978-1979 |
| Guy Fabre                 | Frankrijk     | 1979-1980 |
| Assane                    | Ivoorkust     | 1981-1984 |
| Gérard Gabo               | Ivoorkust     | 1984-1986 |
| Idrissa 'Saboteur' Traoré | Burkina Faso  | 1986-1987 |
| Phillipe Garot            | België        | 1987-1989 |
| Philippe Troussie         | Frankrijk     | 1990-1992 |
| Eustache Manglé           | Ivoorkust     | 1992-1993 |
| Charles Roessli           | Zwitserland   | 1993-1994 |
| Mamadou Zaré              | Ivoorkust     | 1994-1995 |
| Yobouët Konan             | Ivoorkust     | 1995-1996 |
| Oscar Fulloné             | Argentinië    | 1996-1998 |
| Jean-Marc Guillou         | Frankrijk     | 1998-1999 |
| Michel Decastel           | Zwitserland   | 1999-2001 |
| Idrissa 'Saboteur' Traoré | Burkina Faso  | 2001-2002 |
| Basile Aka Kouamé         | Ivoorkust     | 2002-2003 |
| Patrick Liewig            | Frankrijk     | 2003-2009 |
| Maxime Gouaméné           | Ivoorkust     | 2009-2010 |